# Christoph Michael Hutschenreuther
Christoph Michael Hutschenreuther, auch Hutschenreiter (* um 1628; † 28. Februar 1707 in Heinrichsgrün), war ein böhmischer Hammermeister, Gutsbesitzer und Unternehmer, der in den Adelsstand erhoben wurde.

## Leben

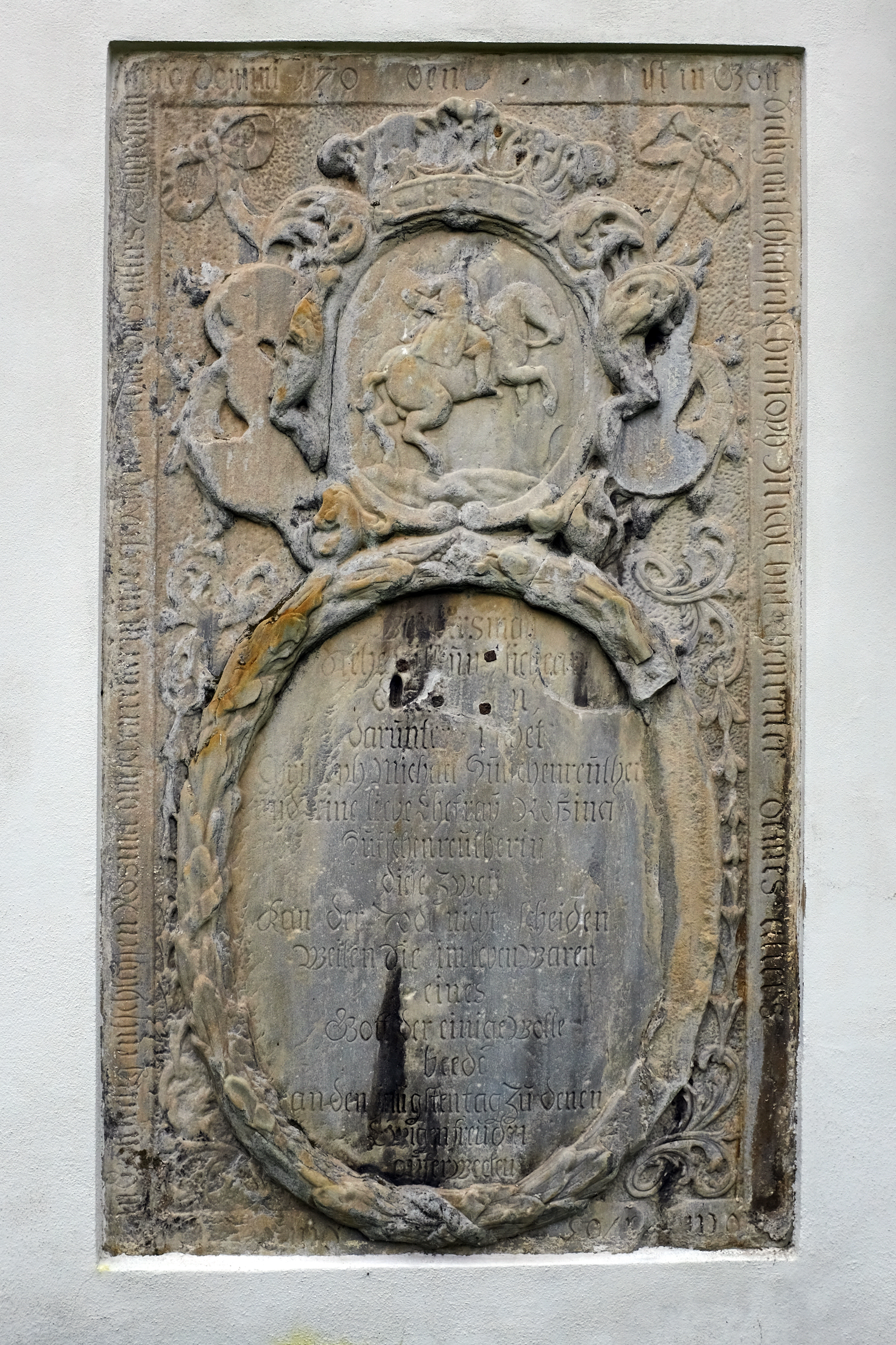
Grabstein

Christoph Michael Hutschenreuther, Mitglied einer alten Hammerherrenfamilie, war möglicherweise ein naher Verwandter des Hammerherren Hans Hutschenreuther. Die Familie erlangte später vor allem Bekanntheit durch ihre Porzellanmanufaktur. Hutschenreuther erwarb das Gut Winklau, einen ehemaligen Meierhof, aus dem sich später der Ort Ober-Rothau entwickelte. Das Gut gehörte vor ihm dem Hans von Winklau, Hofmeister der Grafen Schlick. Laut der Kirchenchronik von Heinrichsgrün war Hutschenreuther zudem Besitzer eines bedeutenden Grundes in Unter-Rothau. Sein Wohnsitz in Heinrichsgrün mit zugehöriger eigener Kanzlei soll sich neben dem Rat- bzw. Gemeindehaus befunden haben. Das Eckhaus das an der Straße die zum Schloss führt liegt, gilt als das älteste von Heinrichsgrün. Hutschenreuther wurde auf Grund seiner „aufopferungsvollen Arbeit“ in den Adelsstand erhoben und führte ein gekröntes Wappen mit einem Reiter. Bereits 1696 verkaufte er sein Gut an die Grafen von Nostitz, die den Besitz teilten und an Unterthanen verpachteten. Er war mit Rosina geb. Pöschl verheiratet, die am 20. April 1705 im Alter von 72 Jahren starb und in der Kirche von Heinrichsgrün unter dem Altar bei der Kanzel bestattet wurde. Die Ehe blieb wohl kinderlos. Hutschenreuther selbst starb am 28. Februar 1707 im Alter von 79 Jahren und wurde in einer Gruft neben der alten Kirche von Heinrichsgrün beigesetzt.

## Grabmal
Der Grabstein aus weißen Kieselsandstein, der nach dem Ableben der Gemahlin von Christoph Michael Hutschenreuther 1705 in Auftrag gegeben wurde und auch für ihn selbst gelten sollte, befand sich ursprünglich an der Kirchhofmauer und wurde im Jahre 1800 in der Kirche unterhalb der Kanzel postiert. Erst 1845 wurde er von dort entfernt und dessen Stelle der Beichtstuhl gestellt. Die Grabplatte ist seither an der Kirchenaußenmauer unterhalb des Kirchturms angebracht.